# Portland Eagles
Die Portland Eagles waren ein US-amerikanisches Eishockeyfranchise der Pacific Coast Hockey League aus Portland, Oregon.  

## Geschichte
Die Portland Eagles wurden zur Saison 1944/45 als Franchise der Pacific Coast Hockey League gegründet. In ihren ersten drei Spielzeiten in der PCHL belegten sie in der regulären Saison jeweils einen der ersten beiden Plätze der North Division, konnten sich anschließend jedoch nicht in den Playoffs um den Lester Patrick Cup durchsetzen. Zur Saison 1949/50 änderte die Mannschaft ihren Namen in Portland Penguins, kehrte zur folgenden Spielzeit jedoch bereits wieder zu ihrem ursprünglichen Namen Portland Eagles zurück. Nach insgesamt sieben Jahren in der PCHL stellten die Eagles 1951 den Spielbetrieb ein. 

## Saisonstatistik
Abkürzungen: GP = Spiele, W = Siege, L = Niederlagen, T = Unentschieden, OTL = Niederlagen nach Overtime SOL = Niederlagen nach Shootout, Pts = Punkte, GF = Erzielte Tore, GA = Gegentore, PIM = Strafminuten
| Saison  | GP | W  | L  | T | OTL | SOL | Pts | GF  | GA  | Platz     | Playoffs |
| 1944/45 | 27 | 19 | 7  | 1 | —   | —   | 39  | 150 | 104 | 2., North |          |
| 1945/46 | 58 | 29 | 29 | 0 | —   | —   | 58  | 257 | 261 | 2., North |          |
| 1946/47 | 60 | 39 | 21 | 0 | —   | —   | 78  | 281 | 216 | 1., North |          |
| 1947/48 | 66 | 17 | 46 | 3 | —   | —   | 37  | 256 | 345 | 5., North |          |
| 1948/49 | 70 | 32 | 31 | 7 | —   | —   | 71  | 246 | 236 | 4., North |          |
| 1949/50 | 71 | 32 | 30 | 9 | —   | —   | 73  | 237 | 229 | 5., North |          |
| 1950/51 | 70 | 30 | 32 | 8 | —   | —   | 68  | 266 | 255 | 4., PCHL  |          |